# UCI Track Champions League 2021
Die UCI Track Champions League 2021 umfasst eine erstmals in diesem Jahr ausgetragene Reihe von Bahnradsport-Wettbewerben.

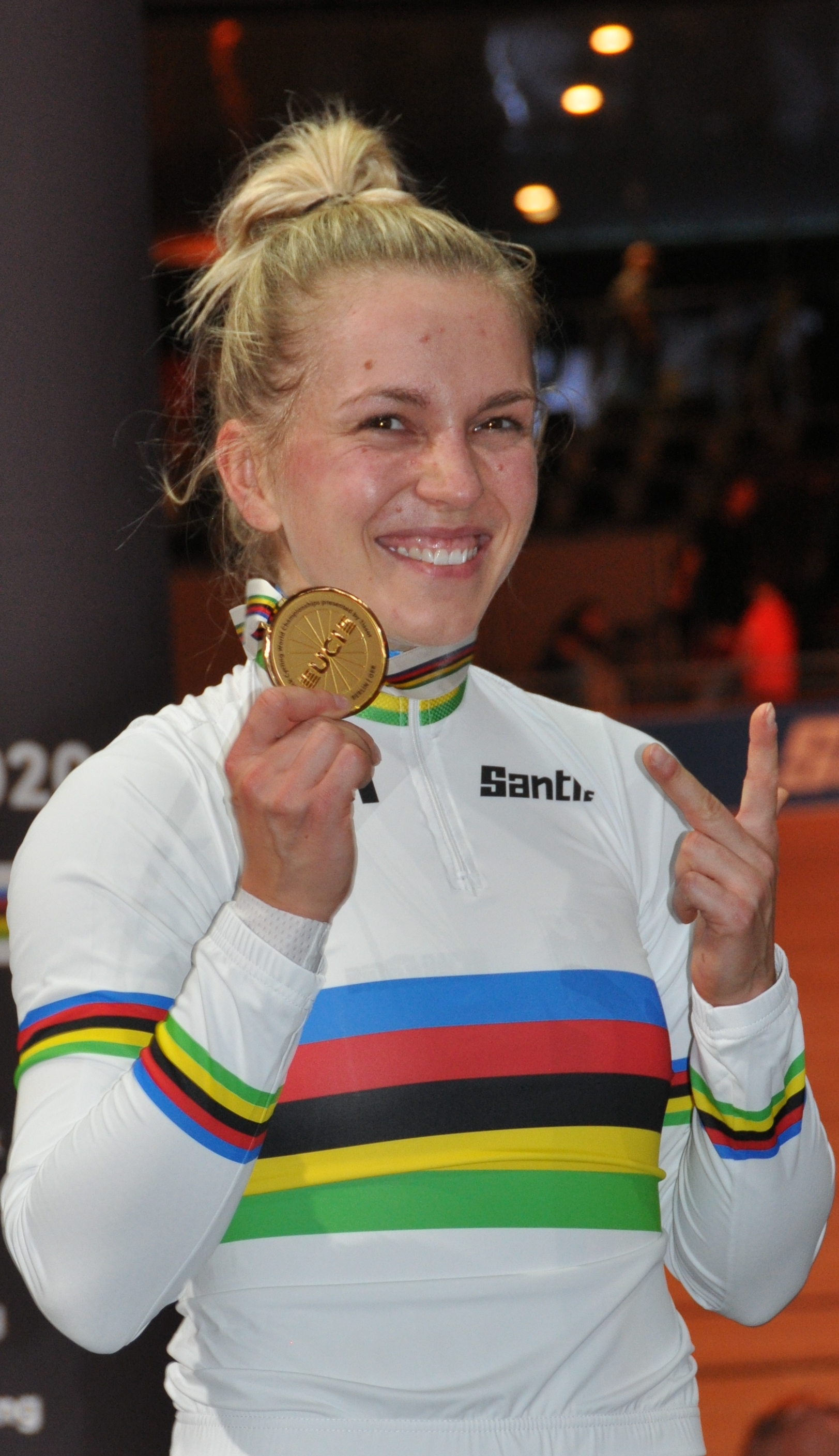
Die mehrfache deutsche Weltmeisterin Emma Hinze gehörte zu den „Founding Riders“ der neuen Rennserie und gewann die Kurzzeitwertung

An jedem Wettkampftag wird das gleiche Rennprogramm gefahren. Die Teilnehmer sammeln Punkte, im Kurzzeit- oder im Ausdauerbereich. Die Sprinter bestreiten Sprint und Keirin, die Ausdauerfahrer ein Ausscheidungsfahren und ein Scratchrennen. An den Start gehen jeweils 36 Männer und 36 Frauen. Insgesamt ist ein Preisgeld 500.000 Euro ausgesetzt.
Drei Frauen und drei Männer wurden als „Founding Riders“ („Gründungsfahrer“) ausgewählt: Die Deutsche Emma Hinze, der Brite Ed Clancy, die Französin Mathilde Gros, der Niederländer Harrie Lavreysen, die Litauerin Simona Krupeckaitė und der Spanier Sebastián Mora waren gesetzt, während andere Teilnehmende aufgrund ihrer Platzierung in der UCI-Weltrangliste und ihrer Leistungen bei den UCI-Weltmeisterschaften eingeladen wurden.
Im Mai 2021 gab der Weltradsportverband UCI fünf Termine für das laufende Jahr bekannt, wobei in London zwei Runden an aufeinanderfolgenden Tagen ausgetragen wurden. Im September wurde der Lauf in Saint-Quentin-en-Yvelines abgesagt, da das Vélodrome National als COVID-19-Impfzentrum genutzt wird. Anfang Dezember wurde wegen der Pandemie auch der Lauf in Tel Aviv-Jaffa annulliert.

## Austragungsorte
| Datum             | Ort                                               |
| ----------------- | ------------------------------------------------- |
| 6. November       | Palma Arena in Palma                              |
| 20. November 2021 | Vélodrome National in Saint-Quentin-en-Yvelines   |
| 27. November      | Cido Arena in Panevėžys                           |
| 3.–4. Dezember    | Lee Valley Velodrome in London                    |
| 11. Dezember      | Sylvan Adams National Velodrome in Tel Aviv-Jaffa |

## Austragungsmodus
Die Ausdauer-Wettbewerbe bestehen aus den Disziplinen Scratch und Ausscheidungsfahren und werden an jedem Renntag in nur einem Lauf ausgetragen. Die Kurzzeit-Wettbewerbe bestehen aus den Disziplinen Sprint und Keirin. Der Sprint besteht aus drei Runden: In sechs Vorläufen qualifiziert sich jeweils der Sieger fürs Halbfinale, und die Sieger der beiden Halbfinals bestreiten das Finale. Im Gegensatz zu Olympischen Spielen oder Weltmeisterschaften, die im „Best-of-3“-Modus stattfinden, bestreiten die Athleten hier in jeder Runde nur einen einzigen Lauf. Im Keirin werden drei Vorläufe ausgetragen, wobei sich der Erste und Zweite jeweils fürs Finale qualifizieren. Die ersten 15 jeder Disziplin erhalten gemäß ihrer Platzierung folgende Punktzahlen:
| Platzierung | 1  | 2  | 3  | 4  | 5  | 6  | 7 | 8 | 9 | 10 | 11 | 12 | 13 | 14 | 15 | 16–18 |
| ----------- | -- | -- | -- | -- | -- | -- | - | - | - | -- | -- | -- | -- | -- | -- | ----- |
| Punkte      | 20 | 17 | 15 | 13 | 11 | 10 | 9 | 8 | 7 | 6  | 5  | 4  | 3  | 2  | 1  | 0     |

## Frauen Kurzzeit

### Teilnehmerinnen
- Martha Bayona
- Shanne Braspennincx
- Sophie Capewell
- Lea Sophie Friedrich
- Lauriane Genest
- Mathilde Gros
- Emma Hinze
- Simona Krupeckaitė
- Kelsey Mitchell
- Riyu Ohta
- Laurine van Riessen
- Mina Satō
- Darja Schmeljowa
- Olena Starykowa
- Jana Tyschtschenko
- Miriam Vece
- Yuli Verdugo
- Anastassija Woinowa

Die beiden Niederländerinnen konnten wegen positiver Covid-Tests nicht an den letzten beiden Läufen in London teilnehmen.

### Sprint
| Ort       | Siegerin   | Zweite               | Dritte               |
| --------- | ---------- | -------------------- | -------------------- |
| Palma     | Emma Hinze | Lea Sophie Friedrich | Kelsey Mitchell      |
| Panevėžys | Emma Hinze | Lauriane Genest      | Olena Starykowa      |
| London 1  | Emma Hinze | Lea Sophie Friedrich | Jana Tyschtschenko   |
| London 2  | Emma Hinze | Kelsey Mitchell      | Lea Sophie Friedrich |

### Keirin
| Ort       | Siegerin             | Zweite          | Dritte             |
| --------- | -------------------- | --------------- | ------------------ |
| Palma     | Kelsey Mitchell      | Emma Hinze      | Martha Bayona      |
| Panevėžys | Lea Sophie Friedrich | Emma Hinze      | Kelsey Mitchell    |
| London 1  | Lea Sophie Friedrich | Martha Bayona   | Simona Krupeckaitė |
| London 2  | Olena Starykowa      | Kelsey Mitchell | Martha Bayona      |

### Gesamtwertung

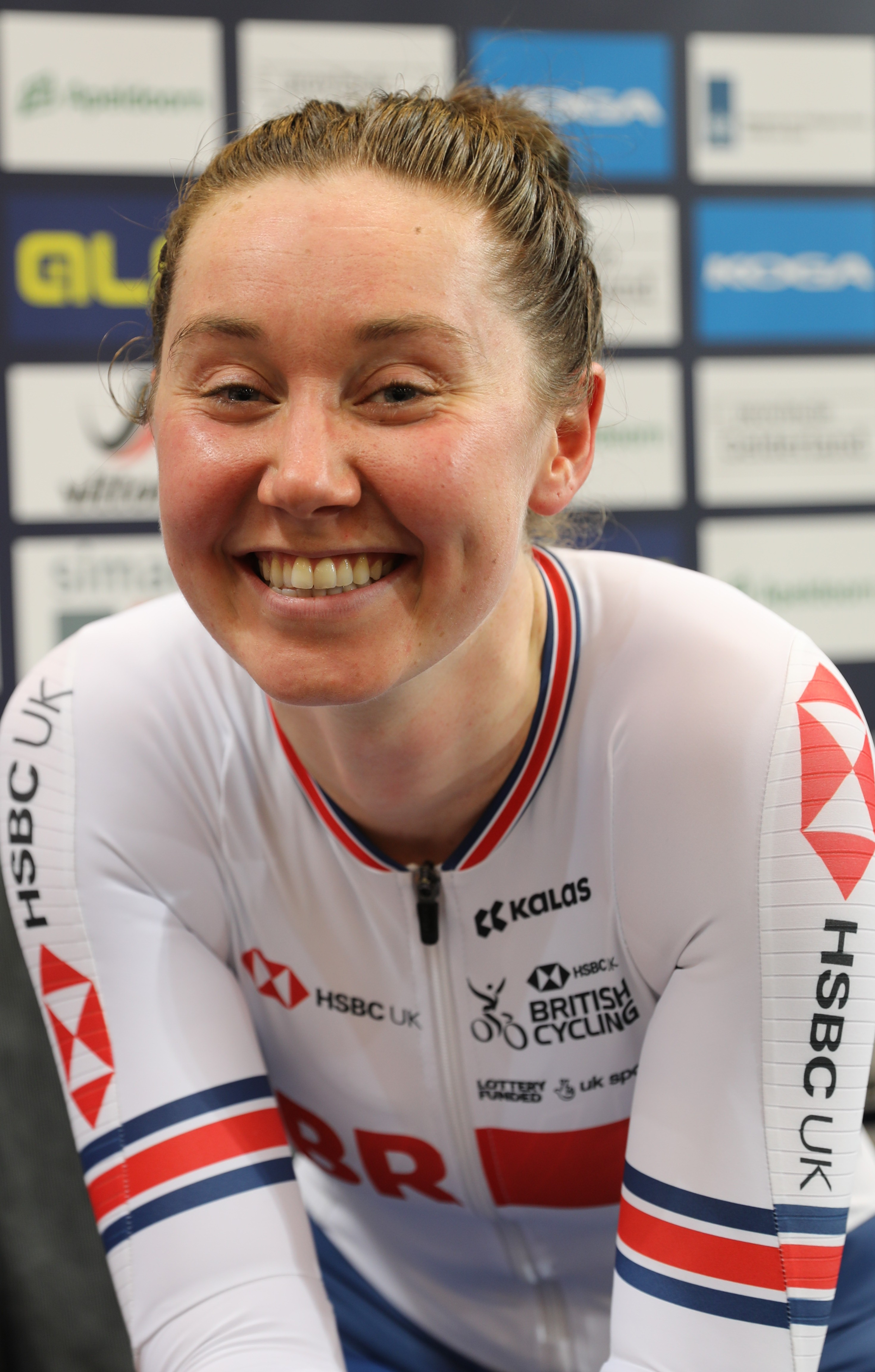
Die Britin Katie Archibald setzte sich in der Gesamtwertung der Ausdauerrennen durch

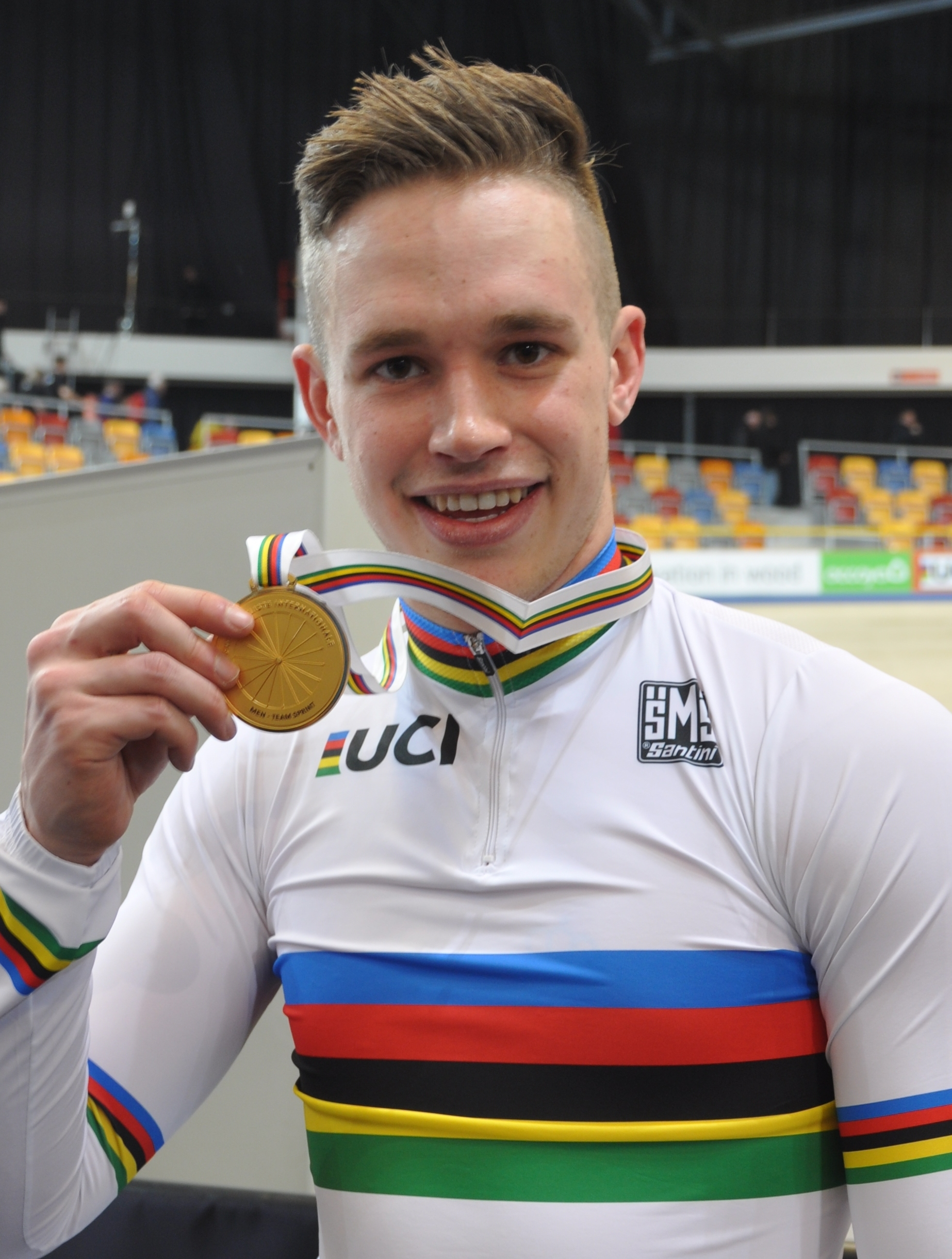
Der Niederländer Harrie Lavreysen war bei den Männern der schnellste Sprinter

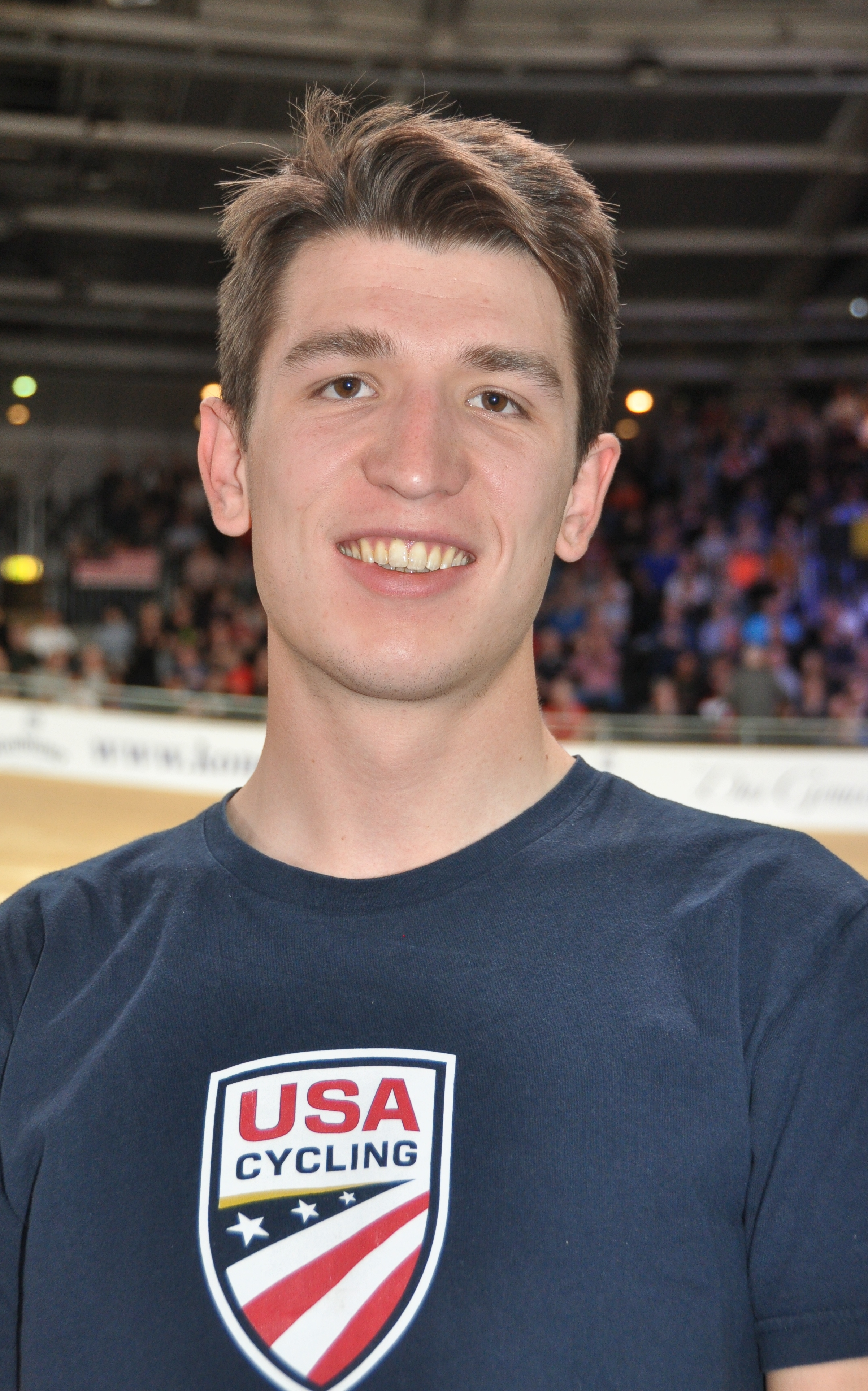
Der US-Amerikaner Gavin Hoover gewann die Gesamtwertung in den Ausdauerwettbewerben

| Pos. | Fahrerin             | Pal | Pan | L1 | L2 | Σ   |
| ---- | -------------------- | --- | --- | -- | -- | --- |
| 1.   | Emma Hinze           | 37  | 37  | 21 | 33 | 128 |
| 2.   | Lea Sophie Friedrich | 30  | 26  | 37 | 25 | 118 |
| 3.   | Kelsey Mitchell      | 35  | 15  | 18 | 34 | 102 |
| 4.   | Martha Bayona        | 22  | 14  | 26 | 24 | 86  |
| 5.   | Olena Starykowa      | 11  | 17  | 23 | 33 | 84  |
| 6.   | Mathilde Gros        | 16  | 18  | 23 | 10 | 67  |
| 7.   | Simona Krupeckaitė   | 9   | 14  | 21 | 16 | 60  |
| 8.   | Jana Tyschtschenko   | 15  | 16  | 23 | 6  | 60  |
| 9.   | Lauriane Genest      | 13  | 23  | 8  | 9  | 53  |
| 10.  | Miriam Vece          | 19  | 3   | 16 | 14 | 52  |
| 11.  | Mina Satō            | 6   | 16  | 13 | 12 | 47  |
| 12.  | Yuli Verdugo         | 6   | 11  | 12 | 14 | 43  |
| 13.  | Riyu Ohta            | 7   | 10  | 8  | 12 | 37  |
| 14.  | Shanne Braspennincx  | 18  | 16  | –  | –  | 34  |
| 15.  | Sophie Capewell      | 1   | 3   | 8  | 11 | 23  |
| 16.  | Anastassija Woinowa  | 7   | 8   | 3  | 5  | 23  |
| 17.  | Laurine van Riessen  | 5   | 15  | –  | –  | 20  |
| 18.  | Darja Schmeljowa     | 5   | 0   | 3  | 4  | 12  |

## Frauen Ausdauer

### Teilnehmerinnen
- Michelle Andres
- Katie Archibald
- Alžbeta Bačíková
- Olivija Baleišytė
- Tania Calvo
- Gulnas Chatunzewa
- Maggie Coles-Lyster
- Annette Edmondson
- Yūmi Kajihara
- Karolina Karasiewicz
- Emily Kay
- Eukene Larrarte
- Maria Martins
- Kendall Ryan
- Anita Yvonne Stenberg
- Kirsten Wild
- Silvia Zanardi
- Hanna Zerach

### Scratch
| Ort       | Siegerin            | Zweite              | Dritte              |
| --------- | ------------------- | ------------------- | ------------------- |
| Palma     | Maggie Coles-Lyster | Olivija Baleišytė   | Hanna Zerach        |
| Panevėžys | Katie Archibald     | Maggie Coles-Lyster | Yūmi Kajihara       |
| London 1  | Kirsten Wild        | Maria Martins       | Katie Archibald     |
| London 2  | Yūmi Kajihara       | Katie Archibald     | Maggie Coles-Lyster |

### Ausscheidungsfahren
| Ort       | Siegerin        | Zweite                | Dritte                |
| --------- | --------------- | --------------------- | --------------------- |
| Palma     | Katie Archibald | Kirsten Wild          | Anita Yvonne Stenberg |
| Panevėžys | Katie Archibald | Anita Yvonne Stenberg | Silvia Zanardi        |
| London 1  | Katie Archibald | Kirsten Wild          | Annette Edmondson     |
| London 2  | Katie Archibald | Kirsten Wild          | Maria Martins         |

### Gesamtwertung
| Pos. | Fahrerin              | Pal | Pan | L1 | L2 | Σ   |
| ---- | --------------------- | --- | --- | -- | -- | --- |
| 1.   | Katie Archibald       | 33  | 40  | 35 | 37 | 145 |
| 2.   | Kirsten Wild          | 25  | 10  | 37 | 28 | 100 |
| 3.   | Annette Edmondson     | 23  | 24  | 26 | 24 | 97  |
| 4.   | Maggie Coles-Lyster   | 30  | 30  | 10 | 24 | 94  |
| 5.   | Yūmi Kajihara         | 13  | 15  | 20 | 33 | 81  |
| 6.   | Anita Yvonne Stenberg | 22  | 28  | 16 | 9  | 75  |
| 7.   | Olivija Baleišytė     | 28  | 16  | 19 | 11 | 74  |
| 8.   | Maria Martins         | 13  | 13  | 17 | 25 | 68  |
| 9.   | Silvia Zanardi        | 11  | 21  | 19 | 10 | 61  |
| 10.  | Emily Kay             | 9   | 13  | 12 | 18 | 52  |
| 11.  | Hanna Zerach          | 22  | 0   | 7  | 11 | 40  |
| 12.  | Tania Calvo           | 9   | 9   | 10 | 7  | 35  |
| 13.  | Michelle Andres       | 6   | 9   | 6  | 10 | 31  |
| 14.  | Eukene Larrarte       | 4   | 6   | 8  | 5  | 23  |
| 15.  | Karolina Karasiewicz  | 4   | 7   | 9  | 1  | 21  |
| 16.  | Kendall Ryan          | 6   | 12  | 1  | 0  | 19  |
| 17.  | Gulnas Chatunzewa     | –   | 6   | 6  | 6  | 18  |
| 18.  | Alžbeta Bačíková      | 4   | 3   | 4  | 3  | 14  |

## Männer Kurzzeit

### Teilnehmer
- Jai Angsuthasawit
- Hugo Barrette
- Stefan Bötticher
- Jordan Castle
- Tom Derache
- Denis Dmitrijew
- Rayan Helal
- Jeffrey Hoogland
- Michail Jakowlew
- Harrie Lavreysen
- Vasilijus Lendel
- Maximilian Levy
- Nicholas Paul
- Kevin Quintero
- Mateusz Rudyk
- Jean Spies
- Jaïr Tjon En Fa
- Kento Yamasaki

Der Niederländer Jeffrey Hoogland, der an dritter Stelle der Wertung lag, konnte nicht an den letzten beiden Läufen in London teilnehmen, da er als Covid-Kontaktfall galt.

### Sprint
| Ort       | Sieger           | Zweiter          | Dritter          |
| --------- | ---------------- | ---------------- | ---------------- |
| Palma     | Harrie Lavreysen | Michail Jakowlew | Jeffrey Hoogland |
| Panevėžys | Harrie Lavreysen | Nicholas Paul    | Kevin Quintero   |
| London 1  | Harrie Lavreysen | Stefan Bötticher | Vasilijus Lendel |
| London 2  | Harrie Lavreysen | Stefan Bötticher | Michail Jakowlew |

### Keirin
| Ort       | Sieger           | Zweiter          | Dritter          |
| --------- | ---------------- | ---------------- | ---------------- |
| Palma     | Stefan Bötticher | Harrie Lavreysen | Jeffrey Hoogland |
| Panevėžys | Harrie Lavreysen | Jeffrey Hoogland | Stefan Bötticher |
| London 1  | Stefan Bötticher | Vasilijus Lendel | Jaïr Tjon En Fa  |
| London 2  | Stefan Bötticher | Harrie Lavreysen | Kevin Quintero   |

### Gesamtwertung
| Pos. | Fahrer            | Pal | Pan | L1 | L2 | Σ   |
| ---- | ----------------- | --- | --- | -- | -- | --- |
| 1.   | Harrie Lavreysen  | 37  | 40  | 33 | 37 | 147 |
| 2.   | Stefan Bötticher  | 33  | 26  | 37 | 37 | 133 |
| 3.   | Michail Jakowlew  | 18  | 16  | 18 | 20 | 72  |
| 4.   | Vasilijus Lendel  | 13  | 19  | 32 | 8  | 72  |
| 5.   | Jaïr Tjon En Fa   | 9   | 8   | 28 | 26 | 71  |
| 6.   | Nicholas Paul     | 24  | 17  | 15 | 15 | 71  |
| 7.   | Kevin Quintero    | 16  | 15  | 8  | 23 | 62  |
| 8.   | Rayan Helal       | 14  | 14  | 15 | 17 | 60  |
| 9.   | Denis Dmitrijew   | 6   | 24  | 10 | 8  | 48  |
| 10.  | Jai Angsuthasawit | 2   | 17  | 10 | 18 | 47  |
| 11.  | Jeffrey Hoogland  | 30  | 17  | –  | –  | 47  |
| 12.  | Maximilian Levy   | 6   | 2   | 19 | 17 | 44  |
| 13.  | Mateusz Rudyk     | 10  | 14  | 4  | 16 | 44  |
| 14.  | Hugo Barrette     | 11  | 9   | 9  | 12 | 41  |
| 15.  | Tom Derache       | 12  | 6   | 18 | 5  | 40  |
| 16.  | Jordan Castle     | 4   | 11  | 5  | 1  | 21  |
| 17.  | Kento Yamasaki    | 11  | 4   | 0  | 3  | 18  |
| 18.  | Jean Spies        | 6   | 3   | 1  | 0  | 10  |

## Männer Ausdauer

### Teilnehmer
- Alan Banaszek
- Rhys Britton
- Yacine Chalel
- Ed Clancy
- Tuur Dens
- Roy Eefting
- Aaron Gate
- Jules Hesters
- Gavin Hoover
- Claudio Imhof
- Kazushige Kuboki
- Iúri Leitão
- Erik Martorell
- Sebastián Mora
- Kelland O’Brien
- Michele Scartezzini
- Corbin Strong
- Rotem Tene

Anstelle der beiden belgischen Fahrer, die nicht an den Wettbewerben in London teilnehmen konnten, fuhren dort die Briten William Tidball und Josh Charlton mit, die jedoch nicht in die Gesamtwertung aufgenommen wurden.

### Scratch
| Ort       | Sieger         | Zweiter          | Dritter         |
| --------- | -------------- | ---------------- | --------------- |
| Palma     | Corbin Strong  | Iúri Leitão      | Rhys Britton    |
| Panevėžys | Sebastián Mora | Rhys Britton     | Gavin Hoover    |
| London 1  | Claudio Imhof  | Kazushige Kuboki | Sebastián Mora  |
| London 2  | Roy Eefting    | Corbin Strong    | William Tidball |

### Ausscheidungsfahren
| Ort       | Sieger         | Zweiter       | Dritter         |
| --------- | -------------- | ------------- | --------------- |
| Palma     | Corbin Strong  | Gavin Hoover  | Sebastián Mora  |
| Panevėžys | Sebastián Mora | Aaron Gate    | Kelland O’Brien |
| London 1  | Gavin Hoover   | Alan Banaszek | Sebastián Mora  |
| London 2  | Iúri Leitão    | Aaron Gate    | Roy Eefting     |

### Gesamtwertung
| Pos. | Fahrer              | Pal | Pan | L1 | L2 | Σ   |
| ---- | ------------------- | --- | --- | -- | -- | --- |
| 1.   | Gavin Hoover        | 27  | 26  | 31 | 23 | 107 |
| 2.   | Sebastián Mora      | 19  | 40  | 30 | 13 | 102 |
| 3.   | Corbin Strong       | 40  | 17  | 11 | 25 | 93  |
| 4.   | Iúri Leitão         | 30  | 14  | 12 | 28 | 84  |
| 5.   | Aaron Gate          | 20  | 21  | 13 | 30 | 84  |
| 6.   | Kelland O’Brien     | 12  | 28  | 17 | 17 | 74  |
| 7.   | Rhys Britton        | 16  | 22  | 21 | 15 | 74  |
| 8.   | Roy Eefting         | 20  | 9   | 7  | 35 | 71  |
| 9.   | Michele Scartezzini | 7   | 23  | 17 | 15 | 62  |
| 10.  | Alan Banaszek       | 16  | 11  | 21 | 8  | 56  |
| 11.  | Claudio Imhof       | 0   | 14  | 31 | 6  | 51  |
| 12.  | Kazushige Kuboki    | 16  | 16  | 17 | 1  | 50  |
| 13.  | Erik Martorell      | 15  | 2   | 14 | 6  | 37  |
| 14.  | Jules Hesters       | 7   | 10  | –  | –  | 17  |
| 15.  | Ed Clancy           | 1   | 5   | 3  | 7  | 16  |
| 16.  | Rotem Tene          | 5   | 4   | 0  | 4  | 13  |
| 17.  | Yacine Chalel       | 6   | 0   | 2  | 5  | 13  |
| 18.  | Tuur Dens           | 5   | –   | –  | –  | 5   |